# IFK Motala FK
IFK Motala FK är fotbollsklubben inom IFK Motala från Motala i Östergötland. Föreningen räknar Holms IF:s grundande 27 februari 1932 som sitt eget. Föreningens namn ändrades till IFK Motala nör de sammanslogs med Motala FF 1937, då föreningen även upptogs som den 118:e kretsen i IFK.
Historiskt sett har IFK stått i skuggan Motala AIF i fotboll, även om klubben spelat i fjärde högsta divisionen. På senare år har IFK snarare utkämpat en kamp i lägre divisioner (div. III-V) med Zeros och LSW om positionen som stadens näst bästa lag.

## Tabellplaceringar sedan 2000
Resultat hämtade från SvFF och Everysport.
| Säsong | Nivå | Serie                       | Plac. | Anmärkning                        |
| ------ | ---- | --------------------------- | ----- | --------------------------------- |
| 2000   | 5    | Div. IV Östergötland västra | 9     |                                   |
| 2001   | 5    | Div. IV Östergötland västra | 7     |                                   |
| 2002   | 5    | Div. IV Östergötland västra | 4     |                                   |
| 2003   | 5    | Div. IV Östergötland västra | 8     |                                   |
| 2004   | 5    | Div. IV Östergötland västra | 4     |                                   |
| 2005   | 5    | Div. IV Östergötland västra | 3     | nedflyttad p.g.a. serieomläggning |
| 2006   | 6    | Div. IV Östergötland västra | 5     |                                   |
| 2007   | 6    | Div. IV Östergötland västra | 3     |                                   |
| 2008   | 6    | Div. IV Östergötland västra | 8     |                                   |
| 2009   | 6    | Div. IV Östergötland västra | 8     |                                   |
| 2010   | 6    | Div. IV Östergötland västra | 12    | nedflyttad                        |
| 2011   | 7    | Div. V Östergötland västra  | 9     |                                   |
| 2012   | 7    | Div. V Östergötland västra  | 8     |                                   |
| 2013   | 7    | Div. V Östergötland västra  | 2     |                                   |
| 2014   | 7    | Div. V Östergötland västra  | 1     | uppflyttad                        |
| 2015   | 6    | Div. IV Östergötland västra | 7     |                                   |
| 2016   | 6    | Div. IV Östergötland västra | 1     | uppflyttad                        |
| 2017   | 5    | Div. III Nordöstra Götaland | 12    | nedflyttad                        |
| 2018   | 6    | Div. IV Östergötland västra | 6     |                                   |
| 2019   | 6    | Div. IV Östergötland västra | 6     |                                   |
| 2020   | 6    | Div. IV Östergötland västra | 6     | enkelserie p.g.a. pandemin.       |
| 2021   | 6    | Div. IV Östergötland västra | 11    | nedflyttad                        |
| 2022   | 7    | Div. V Östergötland västra  | 2     |                                   |
| 2023   | 7    | Div. V                      |       | tävlingen ännu ej påbörjad.       |

### Fotnoter
1. ↑  https://www.svenskalag.se/ifkmotalafk/sida/8817/historik
2. ↑  https://sites.google.com/view/clasglenningfootball/hem/sweden-historical-tables
3. ↑  https://www.svenskfotboll.se/
4. ↑  https://www.everysport.com/